# Calathea panamensis
Calathea panamensis är en strimbladsväxtart som beskrevs av Willard Winfield Rowlee och Paul Carpenter Standley. Calathea panamensis ingår i släktet Calathea och familjen strimbladsväxter. Inga underarter finns listade.